# 공중 급유
공중 급유(空中給油, 영어: aerial refueling, in-flight or air-to-air refueling)는 공중에 떠있는 비행기에 항공유를 보급해 주는 것이다. 이는 급유를 받은 비행기가 더 멀리 날게끔 해주며, 이륙시 더 많은 화물을 수송할 수 있게 한다. 대개, 공중 급유가 가능한 항공기는 작전을 위해 특별히 설계된다. 공중 급유는 주로 군사용으로 사용되며, 정식 민간 재급유는 알려진 바 없다.

## 역사와 개발
공중 급유의 초기 실험은 1920년대에 있었다. 그것은 두 대의 저속 비행기가 편대 비행을 하면서, 한 쪽에서 휴대용 가스 탱크의 호스를 던져서, 그것을 다른 비행기에서 받아 연료 주입구에 넣는 방식이었다. 이것은, 1935년에 A. D. 헌터에 의해 설계된 새지 않는(spill-free) 재급유 노즐을 The Flying Keys(Fred and Al Key) 형제가 개발하기 전까지 이루어진, 매우 위험한 방식이었다. 요즘은, 헌터의 설계에 기초한, 특별히 설계된 공중 급유 장비를 가진 공중급유기가 개발되어, 공중에 머무를 필요가 있는 고속의 최신 제트기까지 공중 급유가 가능하다.

## 공중급유기보유수
- 보잉 KC-46
  -  미국 - 주문
  -  일본 - 주문
- 맥도널 더글러스 KC-10
  -  미국 - 60대
- 보잉 KE-3A
  -  사우디아라비아 - 5대
- 보잉 KC-135
  -  미국 - 415대
  -  프랑스 - 14대
  -  튀르키예 - 7대
  -  싱가포르 - 4대
- 보잉 KC-707
  -  이스라엘 - 5대
  -  스페인 - 2대
- 보잉 KC-767
  -  일본 - 4대(KC-767J)
  -  이탈리아 - 4대(KC-767A)
- 에어버스 A330 MRTT
  -  영국 - 14대
  -  사우디아라비아 - 6대
  -  오스트레일리아 - 5대
  -  대한민국 - 4대
  -  아랍에미리트 - 3대
- 에어버스 A310 MRTT
  -  캐나다 - 4대
  -  독일 - 2대
- 일류신 il-78
  -  러시아 - 14대
  -  중국 - 12대
  -  인도 - 6대
  -  파키스탄 - 4대
  -  알제리 - 4대
  -  우크라이나
- 록히드 KC-130
  -  일본 - 6대

## 공중 급유 시스템
가장 일반적인 두 가지 방식은 플레잉 붐 방식(boom and receiver)과 프로브 앤 드래그 방식(probe and drogue)이다. 거의 쓰이지 않는 방식으로 윙식(wing-to-wing)이 있다. 이것은 더 이상 사용되지 않는다.

### 플레잉 붐 방식
붐은 길고 단단한 속이 빈 축(shaft)이다. 주로 급유기의 꼬리부분에 장착되어 있다. (대부분 오른쪽 그림처럼 두 비행기가 접촉한다.) 붐은 대개, 길게 늘어나며, 끝부분에 연료주입을 통제하는 밸브가 있고, ruddevators라고 불리는 작은 날개가 있다. 이 날개는 붐이 피급유기를 향해 "날아" 가는 것을 가능케 한다. 옆 사진에 "V"자 모양의 날개가 러더베이터로, 붐의 균형을 잡아주는 역할을 한다.
리시버는 비행기의 윗부분, 주로 조종석의 뒤나 앞쪽 가까이에 장착되어 있다. 리시버는 연료탱크에 연결된 둥근 주입구이다. 급유를 받지 않을 때에 연료가 새지 않고, 먼지나 잡다한 것들이 들어가지 않게끔 밸브가 달려있다. 붐은 이 주입구로 들어가는 노즐을 가지고 있다.
공중 급유를 받는 동안, 공중급유기는 고도를 유지한 채 일정한 속도로 일직선으로 날아갈 것이다. 그러는 동안, 급유받을 비행기(=피급유기)는 그 뒤의 아래쪽에서 접근한다. 최신의 급유기는 일정지역을 밝게 비추는 전등을 가지고 있다. 이 범위에 들어오면, 급유받는 비행기의 조종사는 그 불빛을 볼 수 있고, 그는 요구되는 위치로 비행할 것을 지시받는다.
미 공군에서 부머(boomer or boom operator)라고 불리는 붐 조작 승무원은 대개 sergeant인데, 붐을 조작해서 피급유기에 다가가게 한다. telescoping section은 리시버에 노즐이 들어가기 까지, 수압식으로 늘어난다. 전기 신호가 붐과 리시버 간에 오가면, 양쪽의 밸브는 수압식으로 열리고, 급유기의 펌프가 작동해서, 붐의 축을 통해서 연료를 리시버에 주입한다.
두 비행기가 만나면, 만약 피급유기가 너무 한 쪽 방향으로 가 있거나, 고도가 너무 낮거나 높거나 또는 너무 가깝거나 너무 먼지를 알려주는 추가적인 라이트가 켜진다. 이것은 붐에 있는 센서스위치에 의해 작동된다. 급유가 종료되면, 밸브는 닫히고, 붐은 자동으로 접힌다.
미 공군에 주로 사용하고, 또한 네덜란드(KDC-10)와 이스라엘(보잉 707을 개조한 공중급유기)에서도 사용된다. 이들 나라는 미국이 설계한 비행기를 운용한다.

### 프로브앤 드래그 방식
드로그(또는 para-drogue)는 때로 바스킷(바구니)라고 불린다. 이것은 플라스틱 셔틀콕과 닮았다. 이것은 유연한 연료호스 끝에 달려있으며, 밸브가 달려 있다.
피급유기는 프로브를 가지고 있다. 이것은 단단하다. 그러나 때로는 접히기도 한다. 대부분 비행기의 기수부분(nose)의 한쪽에 달려있다.
플라잉 붐 방식과 달리 드로그는 조종 가능한 것이 아니다. 그러므로 조종사는 속도를 높여 그의 프로브를 직접 바스켓에 삽입을 해야만 한다. 급유를 받는 동안, 피급유기는 그의 위치를 유지해야만 한다. 그리고 적합한 위치에 있는지를 확인하기 위해서 호스의 위치를 항상 예의주시 해야 한다. 급유가 끝나면, 그리고 나서 급유가 끝나면, 조종사는 속도를 줄여서 프로브가 바스켓에서 확 빠지도록 한다.
일부의 붐식 공중급유기는 붐의 노즐부에 특별한 드로그 호스를 장착하고 있다. 이것을 통해 프로브가 장착된 비행기들을 공중 급유할 수 있다.
다른 것들은 하나의 붐과 한개 이상의 호스와 드로그를 동시에 장착하고 있다.
이 방식은 B-29의 변형기인 KB-29M 공중급유기 모델에 적용되었고 첫 실전 투입은 한국 전쟁 중인, 1952년 5월 29일에 있었다. 일본의 이타즈케에서 이륙해서 조선민주주의인민공화국 사리원을 공격하는 12대의 미 F-84 전투기들에게 공중 급유되었다.
프로브 방식은  붐을 달수 있는 대형급유기의 사용이 어려운 미 해군과 해병대 및 나토국가들 (프랑스, 영국 등)은 프로브 방식의 급유기를 사용중이다.
미 해군은 함재기로 운용가능한 S-3 바이킹, F/A-18 등을, 프랑스 해군은 라팔을 프로브 방식으로 급유기를 운용 중이다.
러시아 공군의 Tu-95와 Tu-160도 프로브 방식이다.

### 윙(버디포트) 방식
이 방식에서는, 급유기가 휘어지는 호스를 날개 끝에서 풀면, 급유기 옆에서 같이 비행하는 비행기가 그 비행기 날개 끝에 있는 특별한 잠금 장치로 이 호스를 잡도록 되어있다. 호스를 잡아서 연결이 이루어지면, 급유가 이루어진다. 이 방식은 소수의 소련 Tu-4와 Tu-16에서만 사용되었다.
이 방식은 같은 기종간의 공중급유시 보다 효율적으로 운용할 수 있다.  별도의 공중급유기를 확보할 필요 없어 동종의 편제로도  운용이 가능하여 효율과 경제성이 높다.
이를 적극 활용하는 국가로는 러시아 공군과 해군이며 Tu-4와  Tu-16폭격기간에 버디포드를 이용한 공중급유를 실시하는 장면이 60년대 중반부터 확인되고 있었으며 70년대에는 백파이어 폭격기에 이 장비를 장착하는 것이 확인되었다.   미해군의 대표적인 경우는 S-3 바이킹 대잠초계기가 버디포트 방식의 공중급유를 하였다.

## 전략전술적 의미

### 전략적 사용과 고려
미국이 애초에 KC-97나 KC-135 스트래토탱커를 개발하려던 이유는 냉전 동안 B-47 Stratojet나 B-52 Stratofortress와 같은 전략폭격기들을 계속 운용하기 위해서였다. 전략 폭격기들은 소련의 공격이 있을 경우 이에 대한 복수로 상호 보장 파괴를 실행하고, 필요하다면 소련에 선제 공격을 가하도록 되어 있었다. 이러한 전략 하에서, 전략 폭격기들은 미리 지정된 위치에서 선회하다가 명령을 받으면 소련 영공으로 진입하도록 되어 있었다. 공중 급유기들은 폭격기들이 24시간 공중에서 머무르면서 명령을 수행하고, 또한 소련의 목표 지점까지 날아갈 수 있도록 항상 전략 폭격기들의 연료를 가득 채우는 역할을 했다. 이러한 전술은 폭격기용 활주로를 선제 공격해서 폭격기 이륙을 방해하기 위한 작전에도 대비할 수 있었다.
공중 급유기가 대량 생산되었기 때문에, 폭격기 이외에도, 수송기나 전투기, 혹은 지상 공격기까지 급유할 여력이 생겨서, 미국에서 멀리 떨어진 해외의 전장까지 비행기를 이동시키는 데에도 이용되었다. 이러한 예가 베트남 전쟁의 경우인데, 많은 비행기들이 공중 급유를 받지 않고서는 태평양을 횡단하거나, 심지어는 그 중간의 하와이나 오키나와의 기지까지도 날아갈 수가 없었다.

### 전술적 사용과 고려
이륙한 비행기들에게 공중 급유를 하는 것은 두 가지 중요한 전술적 이점이 있다.
1. 가장 명백한 것은, 공중 급유는 공격기, 전투기, 폭격기가 원래는 도달할 수 없는 먼 곳까지 갈 수 있게 해준다는 점과 순찰 비행기들이 더 오래 공중에 머물 수 있게 해준다는 점이다.
2. 또한, 일반적으로 비행기의 최대이륙중량은 비행 가능한 최대중량보다 적기 때문에, 공중 급유는 전투기가 단지 소량의 연료를 채우고, 대신 더 많은 무장을 할 수 있게 해준다. 이륙 후에 일정 고도에 다다른 후에는, 전투기(피급유기)는 최대한 멀리 날아가기 위해 공중 급유를 받아 연료를 가득 채운다.

#### 베트남 전쟁
베트남 전쟁에서 공중 급유는 전투기들이 태평양을 횡단할 수 있게 한 것 말고도 손상된 전투기들이 공중급유기에 접속한 채로 공군기지에 착륙할 수 있는 위치까지 비행하는 것을 가능하게 했다. 이것은 수많은 생명들을 구했고, 전장에서 공중급유기의 가장 훌륭한 사용의 한 사례였다.

#### 포클랜드 전쟁
포클랜드 전쟁 기간 동안 공중 급유는 대부분 핸들리 페이지 빅터(Handley Page Victor) 공중급유기에 의해 이루어졌다. 빅터 공중급유기는 영국에서 출발한 공격기, 수송기, 해상순찰기들이 중간기착지인 남대서양의 어센션섬에 전개되도록 도왔다. 가장 유명한 공중 급유 작전은 Black Buck 작전이었다. 빅터 공중급유기들은 애브로 벌컨 폭격기들을 공중 급유했고, 폭격기들은 포클랜드섬에 있던 아르헨티나군을 공격했다. 이 작전은 포클랜드에 전개되는 영국 비행기들에 대한 아르헨티나 공군을 저지하는 데 효과적이었고, 전개된 전투기들은 아르헨티나 본토의 방어선을 저지했다.

#### 걸프 전쟁
사막의 방패 작전 기간 동안 영국령 디에고가르시아섬과 사우디아라비아의 공군 기지로부터 미 공군의 KC-135와 KC-10 익스텐더가 전개되었다. 사우디아라비아에서 발진한 공중급유기는, "Frisbee" 라고 비공식적으로 불린, 이라크와 사우디아라비아의 중립지대에서 궤도비행을 하면서 연합군 비행기들을 공중 급유했다. 사막의 폭풍 작전 기간 동안 24시간의 공중 급유 지대(zone)는 밀집한 공중 작전을 도왔다.
1991년 1월 16일과 17일, 미국 루이지애나의 박스데일 공군기지에서, 사막의 폭풍 작전의 첫 전투출격이자 역사상 가장 장거리의 전투출격이 있었다. 7대의 B-52 폭격기는 35시간의 작전시간 동안 비행하면서 걸프 만에 갔다가 되돌아왔다. 이것은 공중 급유에 의해 가능했다.

## 공중급유기

### 붐식
에어버스 말고는 전부 미국산이다.
- KB-29P - 
  - B-29 슈퍼포트리스의 파생형
- KC-97 스트레이터탱커

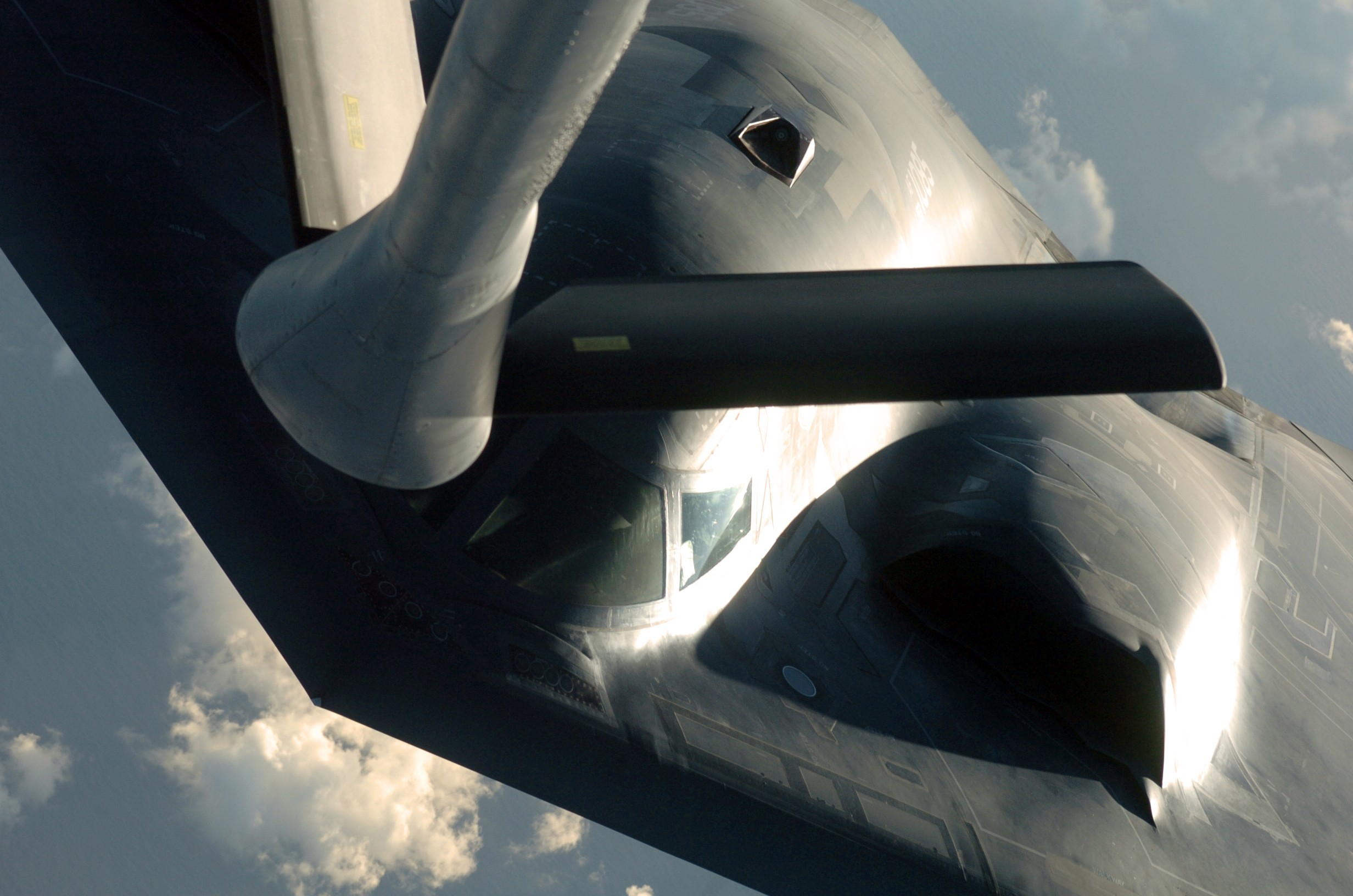
B-2 스피릿이 KC-135R로부터 급유받으려 한다.

  - 역시 B-29 슈퍼포트리스의 파생형이다.
- KC-135 스트레이터탱커
  - 보잉 707 여객기를 개조한 급유기. 드로그 어댑터를 달 수 있다.
  - MPRS models will have two drogue hose reels (pods) at the wingtips
- KC-10 익스텐더
  - 맥도널더글러사 DC-10의 파생형
- 보잉 KC-767 : 보잉 767 여객기를 개조. 미국이 아닌 이탈리아와 일본이 사용 중.
- 에어버스 A330 MRTT : 에어버스 330-200 개조형. 오스트레일리아 공군이 플라잉붐 및 프로브, 드러그 유닛을 장착하여 채용할 예정
- 에어버스 A310 MRTT : 에어버스 A310-300 개조형.

### 프로브식
- 에어버스 A330 MRTT : RAF 미래 전략 공중급유기, 2008년 취역 예정.
- A310 MRTT
  - 독일 공군용 4기
  - 캐나다 군용 2기(CC-150 폴라리스)
- 애브로 벌컨
  - 포클랜드 전쟁 중 작전용으로 특별히 개조된 버전
- 블랙번 부캐넌 : 버디 급유용 장비
- 보잉 707 : 남아프리카공화국 공군 및 기타
- KB-29M : B-29 슈퍼포트레스 파생형;
- KB-50 : B-29 슈퍼포트레스 파생형
- 록히드 L-1011 트라이스타
  - K1 and KC1 variants deployed by the Royal Air Force and 캐나다 공군 사령부
- 빅커스 파생형
- 빅커스 VC-10
- 핸들리 페이지 빅터
- KA-3
- KA-4 : 버디급유를 위한 장비를 갖춤
- KA-6
- KA-7

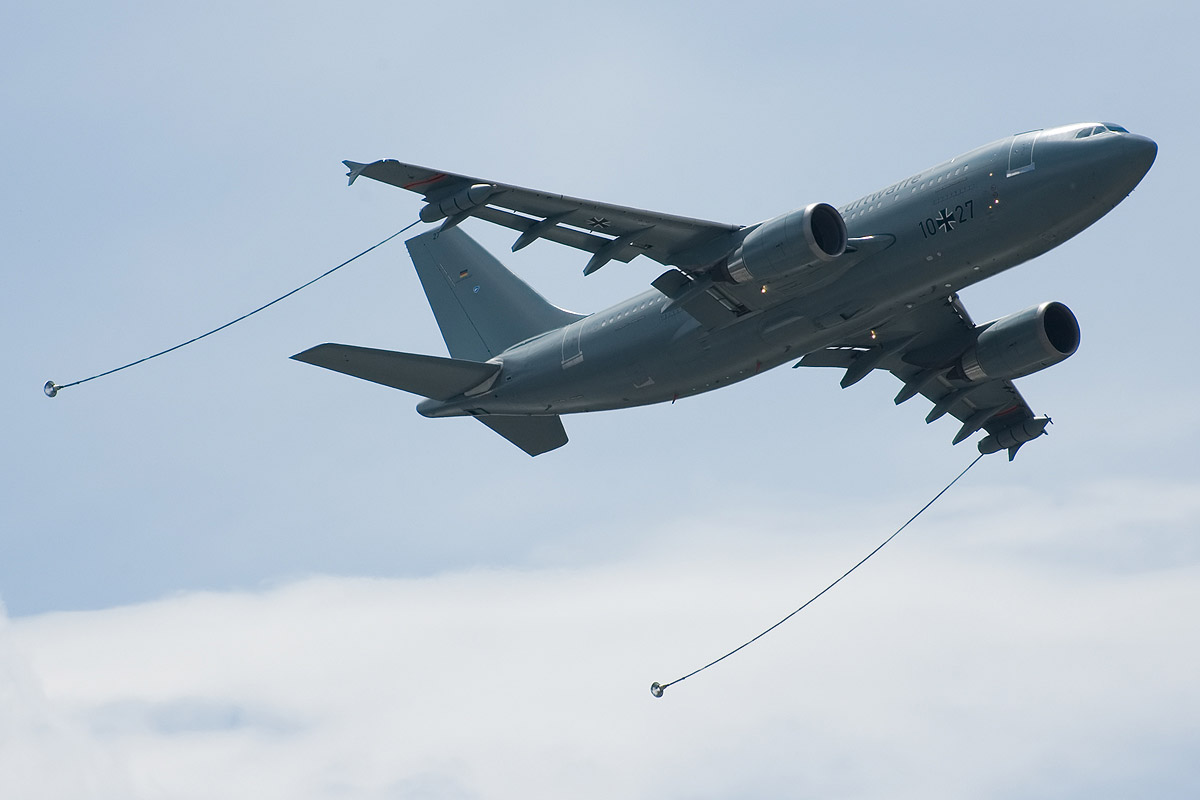
독일 공군의 에어버스 A310 MRTT 공중급유기

- S-3 바이킹 : 항공모함용 급유기로 현역 운용 중
- F/A-18E/F
  - equipped for buddy refueling as "Strike tankers"
- Il-78 Midas
  - 러시아의 표준 급유기. Il-76의 파생형
  - the MKI variants currently deployed by the Indian Air Force (IAF)
- Myasishchev M-4-2
  - adapted from the M-4 bomber
- Myasishchev 3MS-2
  - adapted from the 3M bomber
- Tu-16N (and Tu-16Z with wing-to-wing system)
- Su-24M
  - equipped for buddy refueling with the UPAZ container as "Strike tankers"

## 같이 보기
- 군수 (군사)